# Departamento de Diamante
Departamento de Diamante är en kommun i Argentina.   Den ligger i provinsen Entre Ríos, i den centrala delen av landet, 300 km nordväst om huvudstaden Buenos Aires.
Trakten runt Departamento de Diamante består till största delen av jordbruksmark. Runt Departamento de Diamante är det glesbefolkat, med 18 invånare per kvadratkilometer.